# 립스틱 여성주의
립스틱 페미니즘( - 女性主義, 영어: lipstick feminism)은 전통적인 여성다움의 개념과 여성의 성적인 힘을, 페미니즘적 이상과 동시에 추구하려는 제3물결 페미니즘의 한 갈래이다.
미국의 여성 참정권 운동(Womens' Suffrage Movement)과 궤를 함께하며 여성의 기본권 보장에 집중했던 초기 페미니즘 운동과 달리, 립스틱 페미니즘은 여성들이 자신이 가진 여성다움과 여성적인 섹슈얼리티를 무시하거나 부인하는 행위 없이 여전히 페미니스트로 남을 수 있는 지향을 추구한다.
제2물결 페미니즘 시기 동안의 페미니스트들은 오직 여성들의 법적, 사회적 평등권에 운동의 초점을 맞췄으며 자신들의 여성적인 섹슈얼리티를 포용하길 거부했다. 또한 어떤 이들은 남성적인 아이디어를 도덕적인 이유로 혐오하면서도, 자신들은 평범한 여성들의 외모와도 거리가 먼 기질과 페르소나를 취하곤 했다. 여기서 더 나아가서는 페미니즘과 페미니스트가 갖춰야할 외형의 스테레오타입을 만들기도 했다. 반면에 립스틱 페미니즘은 여성성과 여성적인 섹슈얼리티가, 육체적 특성과 성교(性交)를 받아들이려는 여성의 필요로부터 발생했단 개념을 포용한다. 또한 립스틱 페미니즘은 확고히 경멸적인 멸칭들을 되찾아서 자신들에게 정치적으로 힘있는 연장으로 바꾸고자 한다. 이는, 예를 들어서 'Slut (헤픈 여자·난잡한 여자·걸레같은 여자·창녀)'이라는 멸칭이 슬럿 워크 무브먼트 (Slut Walk Movement)에서 가시화 되던 방식과 유사하다.
립스틱 페미니즘은 제2물결 페미니즘의 급진적인 갈래가 만들어낸 "못난이 페미니스트" 혹은 "성교(性交)에 반대하는 페미니스트"같은 부정적인 스테레오 타입에 대한 이념적 반발(ideological backlash)로서 개발되어 왔다. 또한, 이는 제2물결 페미니즘의 성공여부는 메이크 업(make-up)과 스틸레토 하이힐(stilettos)에서 보여지는 여성성이 굴종적인 것이라는 관점을 재개념화하는 것에 달려있다고 보는 신념 때문이기도 했다.

## 언어
언어적인 면에서, 립스틱 페미니즘은 페미니즘적 용도에 의해 특정 단어들의 의미 재개념화를 제안한다. 'Slut (헤픈 여자·난잡한 여자·걸레같은 여자·창녀)'처럼 이중적인 잣대를 내포하는 단어가 그 대상에 해당된다. 립스틱 페미니스트들은 섹슈얼한 행동을 하는 여성에게 가해지던 낙인, "부도덕한 여성"과 "탕아(蕩兒)"로 해석되던 가부장적 의미를 제거하고자 한다.

## 개요
철학적인 면에서, 립스틱 페미니즘은 여성이 다음의 행위들을 함으로서 심리·사회·정치적으로 지지받을 수 있어야 한다고 제의한다. 메이크업을 하고, 감각적인 옷을 입고, 자신감 있는 성적 존재로서 스스로의 이미지를 구축하기 위한 모든 성적 매력 발산들. 립스틱 페미니스트들은 더 이상 "착한 소녀(the good girl)"나 "정숙한 여성(the decent woman)", "인내하는 어머니(the abnegated mother)", "고결한 자매(the virtuous sister)" 같은, 사회적으로 정립된 성역할을 강제적으로 묵인하거나 재현하지 않는다. 때문에 립스틱 페미니즘의 레토릭은 여성의 공공연한 성적 행동들을, 여성이 가질 수 있는 선택권이자 정치적 지지기반으로서 입증하는 데 흔히 쓰인다.
한편, 어떤 페미니스트들은 립스틱 페미니즘에 이의를 제기한다. 여성이 자기자신을 성적대상화하기 위해 내린 선택이란 점, 그럼으로서 그녀 자신으로서나 인간으로서나 존재하기를 중단해버렸다는 점에서 철학적 모순이 발생한다는 이유 때문이다. 계속되는 논쟁속에서 립스틱 페미니즘은 다음의 내용을 제의한다. 성적 매력 발산의 행동은 남성과 여성사이에 인간 관계가 맺어지는데 있어 사회적인 권력을 좌우하며, 이는 문화·사회·성평등의 범주안에서도 동일하게 적용될 수 있다는 것.

## 같이 보기
- 제2물결 페미니즘
- 제3물결 페미니즘
- 정치적 레즈비어니즘
- 잡년행진

## 추가 자료
- F. R. Levy, Female Chauvinist Pigs (2005).
- Sylvia Walby, The Future of Feminism (2011).